# 高萬
高萬（1987年8月2日—），中国職業男子网球选手。

## 外部連結
- 高萬（英文/西班牙文）的官方資料
- 高萬的國際網球總會 職業／青少年 官方資料（英文）
- 高萬的官方資料（英文）